# Edward Martin (Politiker, 1879)

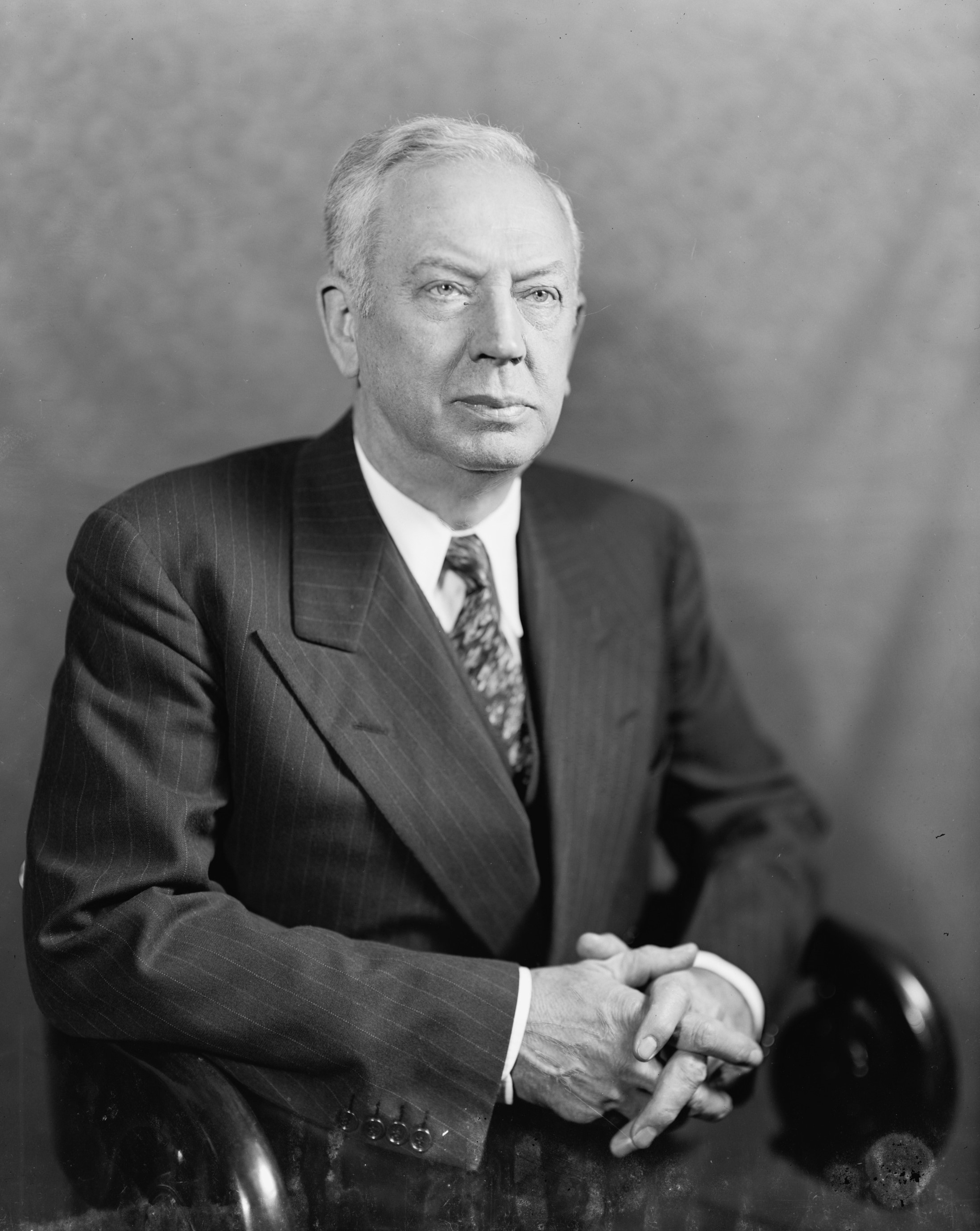
Edward Martin

Edward Martin (* 18. September 1879 in Ten Mile, Greene County, Pennsylvania; † 19. März 1967 in Washington, Pennsylvania) war ein US-amerikanischer Politiker und von 1943 bis 1947 der 34. Gouverneur des Bundesstaates Pennsylvania. Von 1947 bis 1959 war er Abgeordneter im Senat der Vereinigten Staaten.

## Frühe Jahre
Nach seinem Schulabschluss am Waynesburg College in Waynesburg im Jahr 1901 studierte Martin Jura. Nach seinem erfolgreichen Examen und seiner Zulassung als Anwalt begann er im Jahr 1905 in Waynesburg zu praktizieren. Edward Martin war einer von wenigen Männern, die nicht nur 1898 im Spanisch-Amerikanischen Krieg kämpften, sondern auch in beiden Weltkriegen. Zum Zeitpunkt seines endgültigen Ausscheidens aus dem Militär im Jahr 1942 war er bis zum Generalmajor aufgestiegen.

### Politische Karriere
Neben seiner militärischen Laufbahn war Martin auch politisch tätig. Zu Beginn seiner Karriere war Martin Mitglied der Demokratischen Partei. Er war im Kreisvorstand und sogar Parteivorsitzender in seinem Bezirk. Nach dem Ersten Weltkrieg verließ er die Demokraten und trat zur Republikanischen Partei über. In den Jahren 1908 bis 1910 und nochmals von 1916 bis 1920 war Martin Anwalt im Greene County. Seine zweite Amtszeit in dieser Funktion wurde allerdings durch seinen Kriegseinsatz im Ersten Weltkrieg unterbrochen. Zwischen 1925 und 1929 war Martin als Auditor General Leiter des Rechnungshofes von Pennsylvania. Danach war er von 1929 bis 1933 Finanzminister (Treasurer) seines Staates. Schließlich war er zwischen 1939 und 1943 geschäftsführender Beamter (Adjutant General) der Regierung von Pennsylvania und in dieser Eigenschaft auch für die Rüstung zuständig. Auch diese Zeit wurde durch seinen vorübergehenden Kriegseinsatz unterbrochen. 1940 wurde er kurzzeitig Präsident der Nationalgarde der Vereinigten Staaten. Im Jahr 1942 wurde er zum Gouverneur seines Staates gewählt.

## Gouverneur von Pennsylvania
Edward Martin trat sein neues Amt am 19. Januar 1943, mitten im Zweiten Weltkrieg, an. Bis 1945 unterstützte er die notwendigen Kriegsanstrengungen. Nach dem Krieg musste ab 1945 auch in Pennsylvania die Industrieproduktion wieder auf den zivilen Bedarf zurückgefahren werden. Die heimkehrenden Soldaten mussten wieder in die Gesellschaft eingegliedert werden. Gleichzeitig mussten die Kriegsinvaliden und die Hinterbliebenen der gefallenen Soldaten versorgt werden. Innenpolitisch setzte sich Martin für eine bessere Finanzierung der Arbeitslosenversicherung ein und ordnete Sicherheitsinspektionen im Bergbau an. Martin trat am 2. Januar 1947, etwa drei Wochen vor Ablauf seiner Amtszeit als Gouverneur, zurück, um seinen Sitz im Senat der Vereinigten Staaten einzunehmen. Vizegouverneur John C. Bell brachte seine Amtszeit zum Ende.

## Weiterer Lebenslauf
Im Jahr 1946 wurde Edward Martin in den US-Senat gewählt. Dieses Mandat übte er bis zum 3. Januar 1959 aus. Während dieser Zeit übernahm er von 1952 bis 1953 die Leitung des Senate Committee on Public Works. 1958 kandidierte Martin nicht erneut als Senator und zog sich nach seinem Ausscheiden aus dem Amt, 1959, ins Privatleben zurück. Acht Jahre starb er im Alter von 87 Jahren. Er war mit Charity Scott verheiratet, mit der er zwei Kinder hatte.